# Antorchistas Fraccionamiento
Antorchistas Fraccionamiento är en ort i Mexiko.   Den ligger i kommunen Calvillo och delstaten Aguascalientes, i den centrala delen av landet, 500 km nordväst om huvudstaden Mexico City. Antorchistas Fraccionamiento ligger 1 654 meter över havet och antalet invånare är 156.
Terrängen runt Antorchistas Fraccionamiento är kuperad åt nordost, men åt sydväst är den platt. Runt Antorchistas Fraccionamiento är det ganska tätbefolkat, med 67 invånare per kvadratkilometer. Närmaste större samhälle är Calvillo, 1,8 km söder om Antorchistas Fraccionamiento. Trakten runt Antorchistas Fraccionamiento består till största delen av jordbruksmark.